# Valloire
Valloire település Franciaországban, Savoie megyében. Lakosainak száma 1074 fő (2022. január 1.). Valloire La Grave, Le Monêtier-les-Bains, Névache, Albiez-Montrond, Montricher-Albanne, Saint-Jean-d’Arves, Saint-Martin-d’Arc, Saint-Martin-de-la-Porte és Valmeinier községekkel határos.

## Népesség
A település népessége az elmúlt években az alábbi módon változott:
| Lakosok száma | 1136 | 1135 | 1138 | 1083 | 1058 | 1066 | 1071 | 1080 | 1074 |
|               | 2013 | 2015 | 2016 | 2017 | 2018 | 2019 | 2020 | 2021 | 2022 |